# Mockingbird Valley (Kentucky)
Mockingbird Valley es una ciudad ubicada en el condado de Jefferson en el estado estadounidense de Kentucky. En el Censo de 2010 tenía una población de 167 habitantes y una densidad poblacional de 305,59 personas por km².

## Geografía
Mockingbird Valley se encuentra ubicada en las coordenadas 38°16′12″N 85°40′46″O / 38.27000, -85.67944. Según la Oficina del Censo de los Estados Unidos, Mockingbird Valley tiene una superficie total de 0.55 km², de la cual 0.55 km² corresponden a tierra firme y (0%) 0 km² es agua.

## Demografía
Según el censo de 2010, había 167 personas residiendo en Mockingbird Valley. La densidad de población era de 305,59 hab./km². De los 167 habitantes, Mockingbird Valley estaba compuesto por el 92.22% blancos, el 2.4% eran afroamericanos, el 0% eran amerindios, el 4.19% eran asiáticos, el 0% eran isleños del Pacífico, el 0% eran de otras razas y el 1.2% pertenecían a dos o más razas. Del total de la población el 0.6% eran hispanos o latinos de cualquier raza.